# De Zeven Provinciën (1665)
De Zeven Provinciën ("Сім провінцій") галеон, лінійний корабель, флагман адмірала Михайла де Рюйтера в час ІІ та ІІІ англо-голландських війн. Назва відповідала поділу республіки Нідерландів на 7 рівноправних провінцій.

## Історія
Галеон збудував корабел Соломон Янсон ван ден Темпель на замомлення Адміністрації Масса на корабельні Роттердаму (1664-1665). Він поступався "De Witte Oliphant", збудованому за цією програмою. Трищогловий трипалубний лінкор не був типовим для флоту Голландії. Спочатку корабель був озброєний 80 гарматами:
на нижній палубі
- 36-фунтовими (12)
- 24-фунтовими (16)

на верхній палубі
- 18-фунтові (14)
- 12-фунтові (12)
- 6-фунтові (26) на верхніх палубах.

У час ІІІ англо-голландської війни при перебудові на лінійний корабель озброєння було посилено  до 100 гармат:
- 42-фунтові (30)
- 24-фунтові (30)
- 12-фунтові (20)
- 9-; 6-; 3-фунтові (20)

У війні ліги проти Франції кількість гармат зменшили до 76.

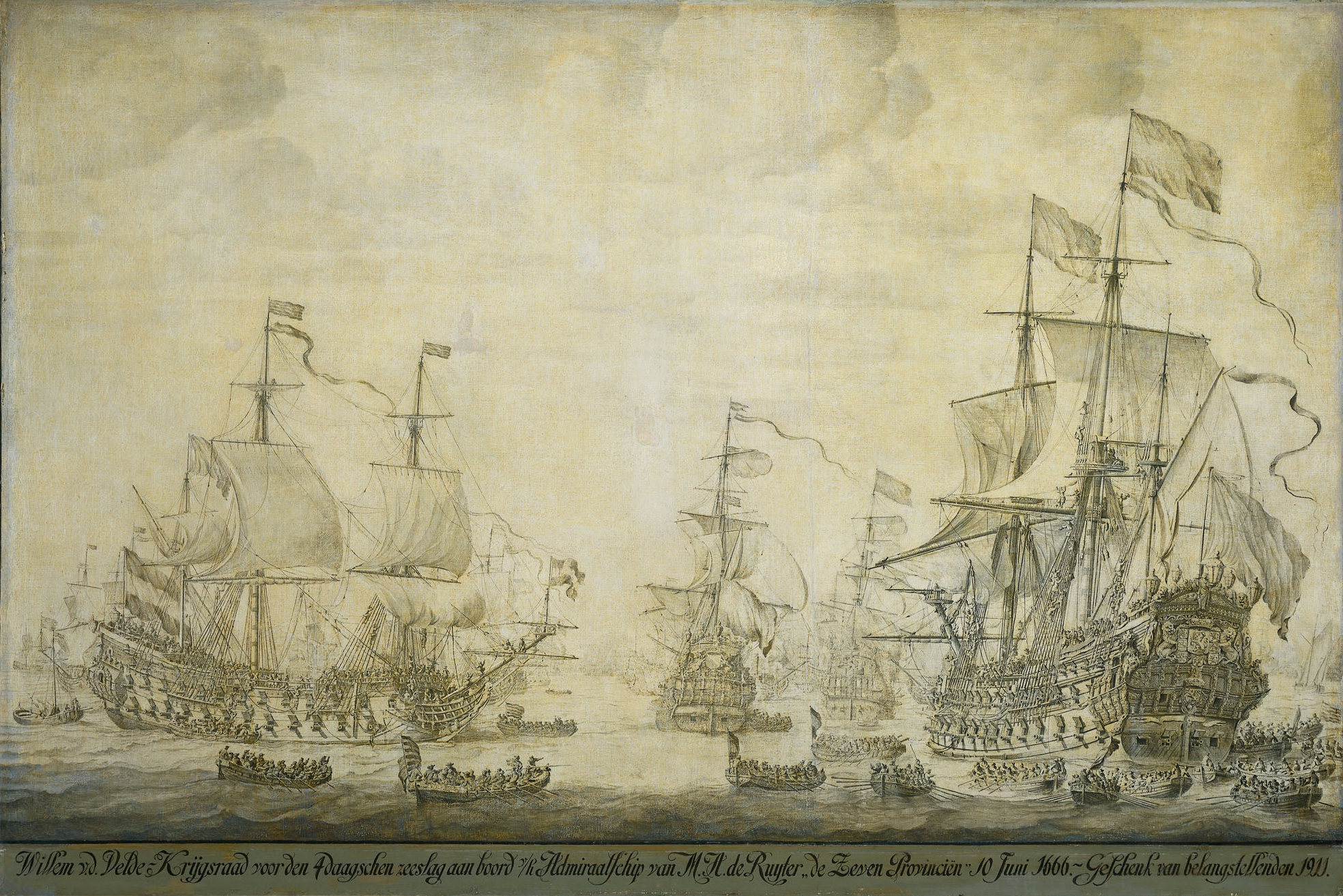
Військова нарада 1666 на борту "Семи провінцій". Худ. В. ван де Вельде. 1693

У ІІ війні лінкор брав участь у битвах чотирьохденній (червень 1666), дводенній (серпень 1666), на Медвей (червень 1667). У ІІІ війні бився при Солебеї (травень 1672) та Шоневельді (червень 1673), Текселі (серпень 1673) франко-голландської війни. У тих битвах його супротивником не раз був англійський флагман "Royal Sovereign", званий голландцями "Золотим Дияволом".
У війні коаліції проти Франції "De Zeven Provinciën" отримав у травні 1692 значні пошкодження у битві при Барфльорі, через що через два роки його вирішили розібрати.
Репліки корабля збудували 1995, 2008 роках.